# Anconcito
Anconcito es una parroquia rural del cantón Salinas en la provincia de Santa Elena. Es conocido como un importante puerto pesquero artesanal.

## Historia
Anconcito inicia su poblamiento a partir del año de 1850, con familias provenientes de Engabao, Julio Moreno y Chipipe. Los pobladores se reunieron para ponerle nombre al caserío y lo denominaron Ancón. Una vez que la compañía Anglo Ecuadorian Oilfields Ltd inició las exploraciones petrolíferas, varias familias cambiaron su residencia, asentándose en las inmediaciones del campamento minero al que también lo denominaron Ancón. Las familias que optaron por permanecer en «Ancón antiguo», se reunieron y decidieron agregarle el diminutivo ito con la finalidad de diferenciarlo del campamento minero y desde entonces se llamó Anconcito, conformado por solo 5 familias, siendo estas los Santos, Clemente, Suárez, Tumbado y Piguave.
Con la cantonización de Salinas, 22 de diciembre de 1937 se crearon las parroquias de José Luis Tamayo (antes caserío de Muey), La Libertad y Anconcito. Su fuente de trabajo era la agricultura y ganadería vacuno y cabruno; hasta la década del 1930 que se inició la exploración del mar; la pesca inicialmente se hacía con canoas a velas y el producto era vendido a las comunidades vecinas, el uso de balandras y acémilas para el transporte de productos y agua era común en la época.

Inicialmente las familias celebraban las fiestas de la Virgen del Carmen, San José, San Miguel de Arcángel y Virgen de Monserrate, incorporándose con el tiempo otras celebraciones religiosas como La Virgen del Pescador. Desde sus inicios, los pobladores han mantenido sus tradiciones siendo una de las principales la <<mesa de los difuntos>> que se lleva a cabo entre los días 1 y 2 de noviembre (fieles difuntos), y consiste en colocar en las casas manteles confeccionados especialmente para la época además pan, fruta, yuca asada, pescado salado, carne asada y otros. Posteriormente a la parroquialización, la actividad agrícola decae y se desarrolla la pesca como principal actividad económica, iniciando así el desarrollo poblacional de la parroquia. 

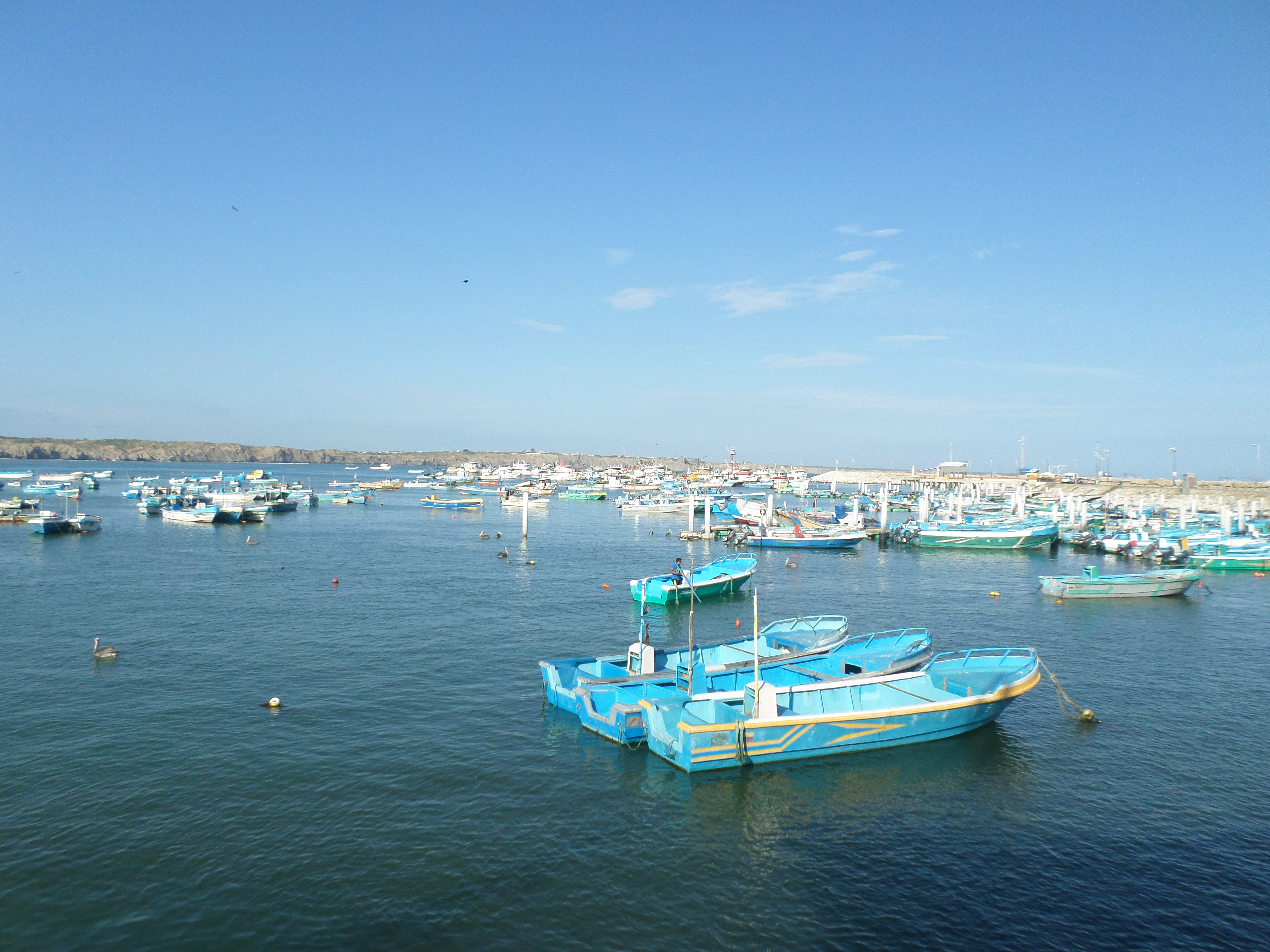
Puerto pesquero de Anconcito

## Datos Geográficos
La parroquia Anconcito está ubicada al suroeste de la provincia de Santa Elena, tiene una extensión de 9,74 km² (973,84 ha), cuenta con una población de 11 822 habitantes (2010), lo que indica una densidad bruta de 1186,86 hab./km². Es la parroquia más pequeña de la provincia de Santa Elena, representando apenas 0,26 % de su territorio y el 13,24 % del cantonal. 
Sus límites son:
- NORTE: parroquia José Luis Tamayo y Ancón.
- SUR: Océano Pacífico
- ESTE: parroquia Ancón.
- OESTE: parroquia José Luis Tamayo.

El 99,1 % de la población de Anconcito vive en la cabecera parroquial, muy pocos en forma dispersa o en el resto de la parroquia, información que proviene de los profesores que participaron en el último censo de población realizado en noviembre del 2010, permite conocer resultados anticipados del total de personas empadronadas en la parroquia Anconcito, destacándose que la población se ha incrementado en 35,9 % entre 2001 y 2010, lo que determinaría una tasa de crecimiento del 2,79%.

## Economía

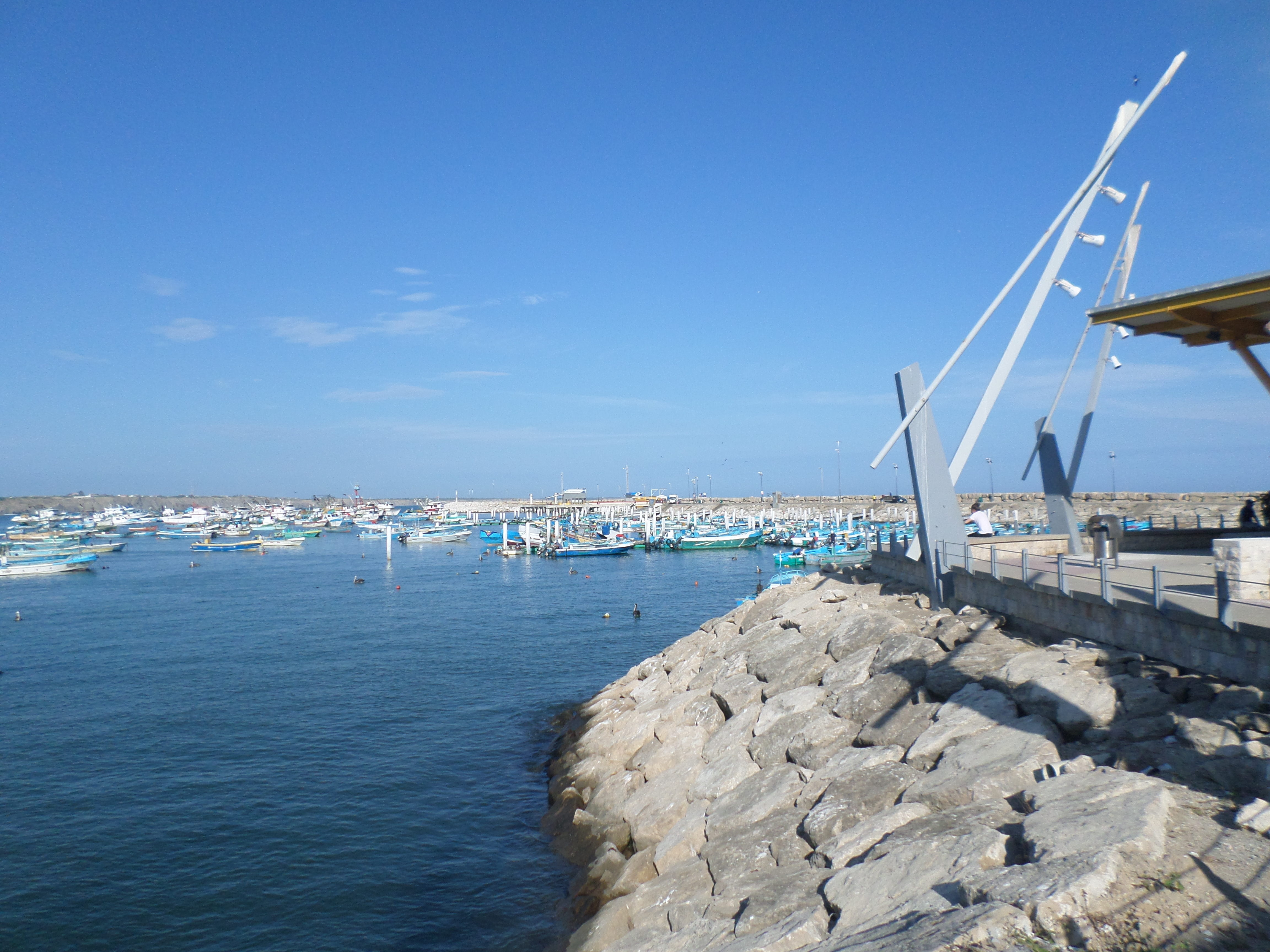
Vista del puerto de Anconcito

Las  actividades  económicas  que generan más  empleo  a  los habitantes  de Anconcito son:  la pesca artesanal, la transportación, la acuacultura y la artesanía; en menor grado, la población económicamente activa se emplea como guardianes, albañiles, jornaleros, jardineros, obreros, etc.  Cuando  la  actividad económica  se  refiere  a la  pesca,  participa  el  grupo  familiar  desde  el jefe del hogar (padre), e hijos grandes y pequeños. Constituida la pesca  y sus derivados como las actividades determinantes y fundamentales en la mayoría de su población. 
Anconcito registra 1800 pescadores artesanales. Existen de 400 a 600 fibras y alrededor de 33 nodrizas. El volumen de desembarque de pesca anual en este puerto, es entre 3000 y 3500 toneladas.  El puerto cuenta con un edificio para bodegas desde julio de 2014, un sistema hidrosanitario, un área para procesamiento o eviscerado, 23 puestos para la venta de pesca, 17 lugares de comida preparada y 8 locales comerciales. El descargue de la pesca se realiza de manera ordenada y limpia. Las pesquerías que se desarrollan en Anconcito están compuestas por los siguientes grupos:
Las pesquerías que se desarrollan en Anconcito están compuestas por los siguientes grupos:
- Buques  nodriza.  Cada  uno  de  los  cuales  opera  acompañado  de  un  grupo  de  botes,  y  se dedican a la pesca de dorado, albacora, bonito barrilete, picudos y tiburones.

- Botes  de  fibra  de  vidrio  (PRFV).  Se  dedican  a  la  pesca  de  dorado  y  también  de  peces demersales  como  congrio,  perela,  cabezudo,  pargo,  cherna,  robalo,  corvina  de  roca, corvina plateada .Buques chinchorreros o sardineros. Se dedican a la pesca blanca.

- Botes (pangas) que se dedican principalmente a la pesca de camarón, langostino, robalo y corvina.

Se puede determinar que Anconcito posee actividades industriales importantes, entre las que se encuentran:
- El complejo del Puerto Pesquero Artesanal, en la playa sur del centro poblado.

- La fábrica enlatadora y procesadora de pescado, ubicada en el extremo sur de la punta de Anconcito.

- La  fábrica  de  embarcaciones  de  fibras  de  vidrio,  ubicada  en  el  ingreso  al  centro poblado por la vía que viene de Ancón

## Salud
En Anconcito la oferta de salud lo constituyen los establecimientos sin internación médica como el Subcentro de Salud Anconcito, el consultorio médico municipal, Fundación Samaritan Purse y los consultorios médicos de tipo particular. No se registran establecimientos médicos con internación como las clínicas u hospitales. La población, de requerir servicios de hospitalización, debe salir de la parroquia y dirigirse a Salinas, La Libertad, Santa Elena o Ancón donde se encuentran los establecimientos más cercanos.

## Estructura Administrativa
Está constituida  por  la  cabecera  parroquial  denominada  con  el  mismo  nombre,  no  posee  otros centros poblados en su territorio. La  tenencia  de  la  tierra  es    de  carácter  público  o  privado.  Cuenta  con  una  fuerte  estructura barrial,  siendo  sus  barrios  el  núcleo  socio-espacial  desde  los  cuales  nace  y  se  fortalece  la estructura  participativa y de gestión de sus pobladores. Los barrios existentes en la parroquia son los siguientes:
- Barrio Tiwintza
- Barrio Carmen Buchelli
- Barrio Luis Célleri
- Barrio Gonzalo Chávez
- Barrio San Vicente
- Barrio 5 de Junio
- Barrio Bellavista
- Barrio Las Lomas
- Barrio El Paraíso
- Barrio Luis Cadena
- Barrio Manabí
- Barrio 9 de Octubre
- Barrio Jaime Roldós
- Barrio Las Peñas
- Barrio 2 de Febrero
- Barrio 20 de Marzo
- Barrio Brisas del Mar
- Barrio El Dorado
- Barrio Balcón Encantado
- Cooperativa de Vivienda Riveras del Mar